# قفز ترددي

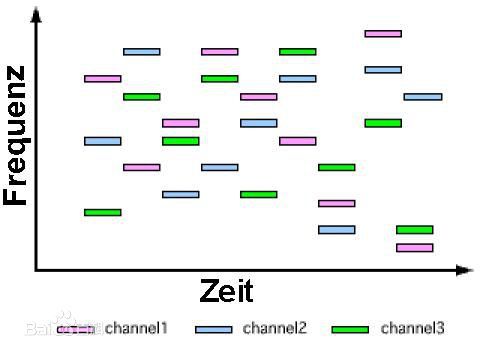

يستخدم نظام القفز الترددي في نظم الاتصالات اللاسلكية للحد من تأثير التداخل بين المستخدمين لنفس القناة الترددية وكذلك التقليل من الاخطاء الناتجة عن تعدد المسارات.
فنجد انه في النظام العالمي للمواصلات الجوالة يستخدم كل من مسلك التقسيم الترددي ومسلك التقسيم الزمني وبذلك فإن عدد المستخدمين لنفس القناة الترددية يصل إلى 8 في نفس الوقت ويوزع الوقت بين المستخدمين بحيث يعطى كل مستخدم 577μs من الوقت.
وباستخدام القفز الترددي فإن التردد المخصص لمستخدم معين يتغير باستمرار وبذلك يتنقل المستخدم خلال المكالمة الواحدة إلى قنوات مختلفة يصل عددها إلى 124 قناة. ويتم الانتقال من قناة إلى قناة أخرى بمعدل معين وفي فترات زمنية محددة متفق عليها ويجب أن يتم ذلك بالتنسيق الدائم بين المرسل والمستقبل ويكون الفرق بين التردد المخصص لوصلة الهبوط والتردد المخصص لوصلة الصعود ثابت دائماً وهو 45 MHz.

## أنواع القفز الترددي
يوجد نوعان من القفز الترددي وهما القفز الترددي البطيء والقفز الترددي السريع. في النوع الأول تتغير القناة الترددية بعد عدة تغيرات للمعلومات الرقمية. أما النوع الثاني فتتغير فيه القناة عدة مرات خلال معلومة رقمية واحدة.